# 志津川町
志津川町（しづがわちょう）は、宮城県北部本吉郡にかつて存在した町である。
2005年10月1日、北隣りの歌津町との合併のため廃止、南三陸町となった。

## 地理
宮城県の北東部に位置し、西に北上山地、東にリアス式海岸の志津川湾がある。このリアス式海岸は更に南の牡鹿半島まで続くが、国道45号線および気仙沼線が内陸部から海沿いに出てくる所に位置するため、観光上有利な点となっている。志津川湾内には椿島（つばきしま）、船形島、野島などの島がある。
海岸線寸前まで山が迫っており、居住地や農耕地は、海沿いの狭いエリアや、川沿い、山の中腹などを利用している。八幡川の河口付近は比較的平地が広く、官公署や商店が集まり、町の中心部たる市街地を形成している。
- 山 ：保呂羽山 - 標高372m 山頂には保呂羽神社があり林道が通じている。山域は『正鵠の森』として整備されている。
- 河川 ：折立川、八幡川、水尻川

## 歴史
- 1875年（明治8年）10月17日 - 水沢県による村落統合にともない、志津川村・荒砥浜・清水浜が合併して本吉村（もとよしむら）が成立。
- 1889年（明治22年）4月1日 - 町村制施行にともない、本吉村単独で村制施行。
- 1895年（明治28年）10月31日 - 町制施行し、志津川町となる。
- 1937年（昭和12年）5月4日 - 市内五百町で火災が発生。西風に煽られて大火となり郵便局、志津川警察署、七十七銀行支店を含む約340戸が焼失[2]。
- 1955年（昭和30年）3月1日 - 入谷村・戸倉村と合併し、新制の志津川町となる。
- 1976年（昭和51年）9月3日、4日 - 集中豪雨により滝浜、長清水、藤浜などの集落で冠水。床上浸水50戸以上、床下浸水約300戸[3]。
- 1977年（昭和52年）12月11日 - 気仙沼線が全線開通し、町内に3駅が開業。
- 2005年（平成17年）10月1日 - 歌津町と合併し、南三陸町となる。

## 行政

### 歴代本吉村長
| 代 | 氏名     | 就任                      | 退任                       | 備考 |
| -- | -------- | ------------------------- | -------------------------- | ---- |
| 1  | 高野清人 | 明治22年（1889年）5月13日 | 明治25年（1892年）5月1日   |      |
| 2  | 豊川宝光 | 明治25年（1892年）5月20日 | 明治28年（1895年）10月30日 |      |

### 歴代志津川町長
昭和の合併以前
| 代 | 氏名       | 就任                       | 退任                       | 備考         |
| -- | ---------- | -------------------------- | -------------------------- | ------------ |
| 1  | 豊川宝光   | 1895年（明治28年）10月31日 | 1897年（明治30年）4月14日  | 村長より留任 |
| 2  | 黒沢源     | 1897年（明治30年）5月19日  | 1901年（明治34年）5月18日  |              |
| 3  | 佐藤久作   | 1901年（明治34年）7月8日   | 1904年（明治37年）11月24日 |              |
| 4  | 錦織源二郎 | 1905年（明治38年）6月15日  | 1905年（明治38年）12月26日 |              |
| 5  | 勝倉弥惣治 | 1908年（明治41年）4月30日  | 1910年（明治43年）8月2日   |              |
| 6  | 高橋長七郎 | 1910年（明治43年）8月16日  | 1919年（大正8年）5月17日   |              |
| 7  | 三浦兵衛   | 1920年（大正9年）9月27日   | 1922年（大正11年）7月6日   |              |
| 8  | 菊田仁太郎 | 1923年（大正12年）11月10日 | 1924年（大正13年）3月31日  |              |
| 9  | 勝倉弥一郎 | 1928年（昭和3年）10月31日  | 1936年（昭和11年）10月30日 |              |
| 10 | 西城運治郎 | 1936年（昭和11年）11月19日 | 1937年（昭和12年）4月24日  |              |
| 11 | 村山太一   | 1937年（昭和12年）5月23日  | 1938年（昭和13年）4月3日   |              |
| 12 | 高橋長九郎 | 1938年（昭和13年）7月10日  | 1941年（昭和16年）6月2日   |              |
| 13 | 佐藤弥代二 | 1941年（昭和16年）6月30日  | 1946年（昭和21年）11月30日 |              |
| 14 | 田中完義   | 1947年（昭和22年）4月5日   | 1955年（昭和30年）2月28日  |              |

昭和の合併以後
| 代 | 氏名       | 就任                      | 退任                      | 備考             |
| -- | ---------- | ------------------------- | ------------------------- | ---------------- |
| 1  | 田中完義   | 1955年（昭和30年）3月26日 | 1965年（昭和40年）4月16日 | （旧）志津川町長 |
| 2  | 菅原富雄   | 1965年（昭和40年）5月17日 | 1966年（昭和41年）2月14日 |                  |
| 3  | 佐藤久弥   | 1966年（昭和41年）3月25日 | 1970年（昭和45年）3月24日 |                  |
| 4  | 勝倉三九郎 | 1970年（昭和45年）3月25日 | 1990年（平成2年）3月24日  |                  |
| 5  | 阿部公三   | 1990年（平成2年）3月25日  | 2002年（平成14年）3月24日 |                  |
| 6  | 佐藤仁     | 2002年（平成14年）3月25日 | 2005年（平成17年）9月30日 |                  |

### 名誉町民
- 第一号 - 田中完義　　　昭和44．11．3推戴（宮城県町村会会長）
- 第二号 - 阿部権治郎　　昭和44．11．3推戴（宮城県議会副議長）
- 第三号 - 勝倉三九郎　　平成3．2．3推戴（宮城県町村会会長）

## 経済

### 産業
- 主な産業　漁業、農業

## 教育

### 小学校
- 志津川小学校
  - 長らく八幡川沿いの平地にあったが、裏山の中腹に移転した。また、文部科学省が推進するフロンティアスクールに指定されている。
- 清水小学校
  - 平成19年度をもって閉校。パンドラの匣（2009年、冨永昌敬監督）のロケ地として使用された。
- 荒砥小学校
- 戸倉小学校
- 藤浜小学校
- 入谷小学校

少子化と市町村合併の影響を受け志津川町議会や志津川町教育委員会などで、小学校の統廃合が進められている。町内の小学校は、志津川小学校（清水、荒砥両小学校が統合）、戸倉小学校（藤浜小学校が統合）、入谷小学校の3小学校になる見込み。

### 中学校
- 志津川中学校
- 戸倉中学校
- 入谷中学校

### 高等学校
- 宮城県志津川高等学校

志津川中学校の西の山の中腹に位置する。1975年夏の高校野球で県代表となり、山形県代表と戦った（当時は1県から1校が全国大会に行く方式ではなかった）。

## 交通

### 鉄道
- 東日本旅客鉄道（JR東日本）
  - 気仙沼線：陸前戸倉駅 - 志津川駅 - 清水浜駅

### 道路
- 一般国道
  - 国道45号
  - 国道398号
- 都道府県道
  - 宮城県道172号志津川登米線
  - 宮城県道206号馬籠志津川線
  - 宮城県道221号清水浜志津川港線

## 観光
- 神割崎
- サンオーレそではま海水浴場（袖浜海水浴場）

## その他の施設
- 宮城県海洋青年の家

## 町のエコロジーシンボル
- 1995年10月31日、町制施行100周年、町村合併40周年を記念して制定。
  - 海の生き物：マダコ
  - 山の生き物：イヌワシ